# Imogene Robinson Morrell
Margaret Imogene Robinson Morrell (* 1828 oder 1837 in Attleboro, Massachusetts; † 21. November 1908 in Washington, D.C.) war eine US-amerikanische Kunstlehrerin sowie eine Porträt- und Historienmalerin der Düsseldorfer Schule.

## Leben
Morrell, geboren als Margaret Imogene Robinson, war eines von acht Kindern von Otis Robinson (1789–1843) und dessen Ehefrau Sarah Dean Robinson (1793–1871). Über ihre Mutter war sie eine Urenkelin des US-Politikers Josiah Dean. Ihre künstlerische Ausbildung begann im Alter von 16 Jahren in Newark (New Jersey) und setzte sich in New York City fort. Danach unterrichtete sie als Kunstlehrerin in Charlestown (Boston) und Auburndale (Massachusetts).
In den Jahren 1856 bis 1858 lebte sie in Düsseldorf, wo sie bei Wilhelm Camphausen und Adolph Schroedter Privatunterricht nahm. Vermutlich profitierte sie künstlerisch auch von der Familiarität ihrer Lehrer mit anderen Protagonisten der Düsseldorfer Schule, insbesondere mit dem Deutschamerikaner Emanuel Leutze sowie dessen Lehrer Carl Friedrich Lessing. Nahe liegt außerdem, dass ihre Fähigkeiten in der Blumenmalerei von Alwine Schroedter, der Ehefrau Schroedters, geschult wurden.
Nach Rückkehr aus Deutschland begann sie am Lasell Seminary in Auburndale wieder als Kunstlehrerin zu arbeiten. Eine ihrer Schülerinnen dort war Elizabeth Jane Gardner. Im Sommer 1858 begannen beide, an der School of Design and Fine Arts in Worcester (Massachusetts) zu unterrichten. Das gemeinsam gemalte Historienbild Sunday Among the Pilgrims fand 1863 in der Zeitung Boston Transcript eine lobende Erwähnung.

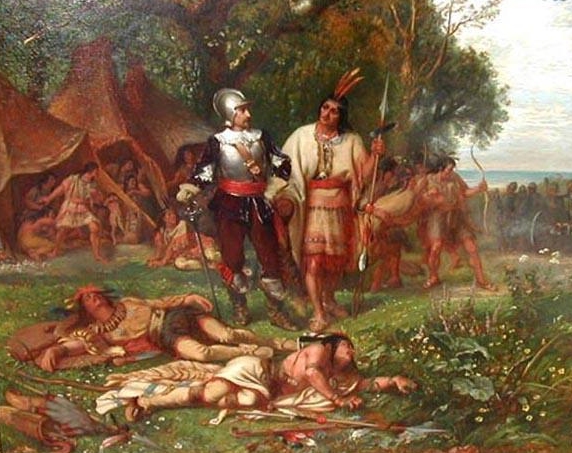
The First Battle of the Puritans, 1874

1864 brachen sie und ihre Freundin Gardner zu einer Reise nach Paris auf, wo sie die nächsten elf Jahre verbrachten. Ihren Lebensunterhalt stellte sich sicher, indem sie für amerikanische Auftraggeber Kopien von Meisterwerken im Louvre oder Musée du Luxembourg anfertigte. Kurzzeitig studierte sie Porträt- und Landschaftsmalerei bei Louis Français. Einige Kurse nahm sie bei Thomas Couture. Ihre Freundin Gardner studierte bei Hugues Merle (1822–1881), Jules-Joseph Lefebvre und William Adolphe Bouguereau, dessen Geliebte sie wurde und den sie schließlich 1896 heiratete. Imogene Robinson heiratete 1869 Colonel Abram Morrell, der 1872 nach Washington zog, während seine Frau bei Gardner in Paris blieb. Als die Pariser Kommune im Jahr 1871 ein Pulvermagazin im Jardin du Luxembourg zur Explosion brachte und große Schäden im Umfeld anrichtete, erlitten Morrell und Gardner Blessuren in ihrem völlig ruinierten Atelier.
1875 kehrte Morrell in die Vereinigten Staaten zurück. Sie brachte zwei ihrer Historiengemälde mit, die in Boston ausgestellt wurden und dort für Aufsehen sorgten. 1876 zog sie nach Washington, D.C. Ihr Historienbild The First Battle of the Puritans wurde in diesem Jahr auf der Centennial Exhibition in Philadelphia ausgestellt und mit einer Medaille ausgezeichnet. 1879 starb ihr Mann. Im gleichen Jahr gründete Morrell in Washington die National Academy of Fine Arts und wurde für ein knappes Jahrzehnt ihre Direktorin. 1887 ging diese Schule in den Bankrott. Als Porträtmalerin erfreute sie sich der Nachfrage vieler prominenter Kunden, darunter John Adams Dix, John Canfield Spencer, Howell Cobb, Frances Cleveland, Collis P. Huntington, William Wilson Corcoran (1798–1888) und James A. Garfield. 1896 erlitt sie durch einen Brand in einem Lagerhaus den Verlust von rund 200 Gemälden, ein Ereignis, das sie auf einen Schlag mittellos machte. Ihr Lebensende verbrachte sie zurückgezogen und in bescheidenen Verhältnissen, unterstützt durch Freunde, insbesondere durch Gardner.

## Werk (Auswahl)
- The Indian Vesper. 1857.

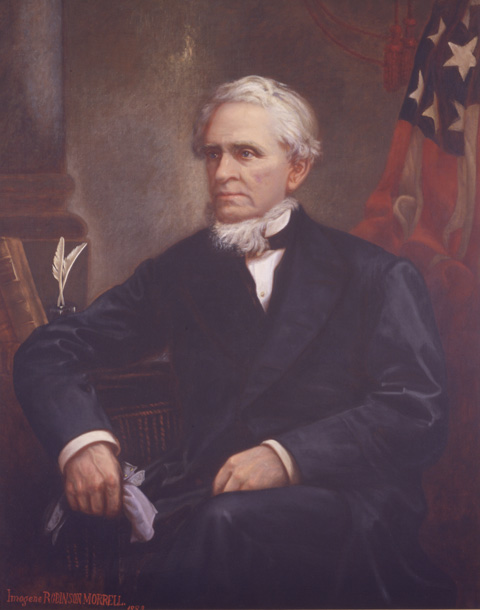
John Adams Dix. 1883

- zusammen mit Elizabeth Jane Gardner: Sunday Among the Pilgrims. 1863.
- David Before Saul. 1869.
- The First Battle of the Puritans. 1874. ausgezeichnet mit einer Medaille auf der Centennial Exhibition, Philadelphia 1876[3]
- Washington Welcoming the Provision Trains at Newburg, N.Y., 1778. 1874.
- zahlreiche Porträts, darunter John Adams Dix. 1883.
- The Triumphant Entrance of Washington into Boston, 1776. 1902.